# Plan particulier d'intervention
Le plan particulier d’intervention (PPI)  est un dispositif local défini en France pour protéger les populations, les biens et l’environnement, pour faire face aux risques particuliers liés à l’existence d’une ou de plusieurs installations industrielles.
Le terme désigne également le document qui définit le dispositif. 
Celui-ci définit les moyens de secours mis en œuvre sous l'autorité du Préfet de département en cas d’accident dont les conséquences dépassent l’enceinte de l’installation à risques concernée. Ces modalités couvrent les phases de mise en vigilance, d’alerte et d’intervention mais aussi les exercices de sécurité civile réalisés périodiquement pour une bonne appropriation du dispositif.
Le plan particulier d’intervention, conçu et rédigé par les pouvoirs publics, constitue un volet des dispositions spécifiques du plan ORSEC départemental, s’appuyant et complétant les dispositions générales de celui-ci.
Le PPI est en interface avec les plans d’urgence établis par les industriels à l’origine des risques concernés, notamment le Plan d'Opération Interne (POI)  des installations classées pour la protection de l'environnement qui est prévu en cas d'urgence ou d'accident, dont les effets ne dépassent pas l'enceinte de l'entreprise et qui est mis en place sous la responsabilité de l'exploitant. 

## Installations concernées
Les installations concernées par un P.P.I. sont définies soit au niveau national, soit au niveau européen (Directive Seveso) s’agissant des établissements « Seveso ». La réglementation fixe les seuils à partir desquels le risque nécessite l’élaboration d’un P.P.I.
Les installations pour lesquelles un plan particulier d’intervention doit être défini sont :
- les sites comportant au moins une installation nucléaire de base, qu’elle soit ou non secrète. Voir par exemple la liste des réacteurs nucléaires en France, l’usine de retraitement de la Hague, etc ;
- les sites susceptibles de créer, par danger d’explosion ou d’émanation de produits nocifs, des risques très importants pour la santé ou la sécurité des populations voisines et pour l’environnement ; voir par exemple la liste des raffineries françaises ;
- les stockages souterrains de gaz naturel, d’hydrocarbures liquides, liquéfiés ou gazeux, ou de produits chimiques à destination industrielle ; voir par exemple les stocks de pétrole et de gaz en France ;
- les aménagements hydrauliques qui comportent à la fois un réservoir d’une capacité égale ou supérieure à quinze millions de mètres cubes et un barrage ou une digue d’une hauteur d’au moins vingt mètres au-dessus du point le plus bas du sol naturel, voir la catégorie des barrages en France ;
- les ouvrages d’infrastructure liée au transport des matières dangereuses ;
- les établissements utilisant des micro-organismes hautement pathogènes dans le cadre d’une activité de recherche médicale ou pharmaceutique ;
- les installations de gestion des déchets de l'industrie extractive de « catégorie A »[5] (c'est-à-dire posant des risques particuliers pour la santé et l'environnement à court ou à long terme en cas de "défaillance due à une perte d’intégrité structurelle ou à la mauvaise exploitation d’une installation de gestion de déchets" pouvant  entraîner : a) un risque non négligeable de perte de vies humaines ; b) un grave danger pour la santé humaine ; c) un grave danger pour l’environnement ou pouvant présenter un risque majeur (tel que définies à l’annexe III de la directive 2006/21/ CE[6] et répondant aux critères précisés par la décision de la Commission du 20 avril 2009[7]).

Peuvent aussi faire l'objet d'un plan particulier d'intervention, des risques de nature particulière, identifiés, susceptibles de porter atteinte à la vie ou à l'intégrité des personnes, présentés par des installations ou ouvrages fixes.

## Contenu du Plan Particulier d'intervention
Le plan particulier d'intervention est élaboré par le Préfet de département, et comprend :
- 1° La description générale de l'installation ou de l'ouvrage pour lesquels il est établi, et la description des scénarios d'accident et des effets pris en compte par le plan ;
- 2° La zone d'application et le périmètre du plan, et la liste des communes sur le territoire desquelles s'appliquent les dispositions du plan ;
- 3° Les mesures d'information et de protection prévues au profit des populations et, le cas échéant, les schémas d'évacuation éventuelle de celles-ci, y compris l'indication de lieux d'hébergement ;
- 4° Les mesures incombant à l'exploitant pour la diffusion immédiate de l'alerte auprès des autorités compétentes et l'information de celles-ci sur la situation et son évolution, ainsi que, le cas échéant, la mise à la disposition de l'État d'un poste de commandement aménagé sur le site ou au voisinage de celui-ci ;
- 5° Les mesures incombant à l'exploitant à l'égard des populations voisines et notamment, en cas de danger immédiat, les mesures d'urgence qu'il est appelé à prendre avant l'intervention de l'autorité de police et pour le compte de celle-ci, en particulier :La diffusion de l'alerte auprès des populations voisines ; l'interruption de la circulation sur les infrastructures de transport et l'éloignement des personnes au voisinage du site ; l'interruption des réseaux et canalisations publics au voisinage du site ;
- 6° Les missions particulières, dans le plan, des services de l'État, de ses établissements publics, des collectivités territoriales et de leurs établissements publics et les modalités de concours des organismes privés appelés à intervenir ;
- 7° Les modalités d'alerte et d'information des autorités d'un État voisin mentionnées à l'article R. 741-24 ;
- 8° Les dispositions générales relatives à la remise en état et au nettoyage de l'environnement à long terme après un accident l'ayant gravement endommagé survenu dans une installation.

Par ailleurs, l'articulation entre PPI et POI est organisée par une circulaire interministérielle . Cette circulaire a pour but de clarifier les rôles et responsabilités des différents acteurs impliqués dans la gestion d’un événement accidentel prenant naissance dans une installation classée pour la protection de l’environnement.